# Hrabstwo Dickinson (Michigan)
Dickinson – hrabstwo w stanie Michigan w USA. Siedzibą hrabstwa jest Iron Mountain.

## Miasta
- Iron Mountain
- Kingsford
- Norway
- Quinnesec (CDP)

## Hrabstwo Dickinson graniczy z następującymi hrabstwami
- północ – hrabstwo Marquette
- południowy wschód – hrabstwo Menominee
- południe – hrabstwo Marinette, w stanie Wisconsin
- południowy zachód – hrabstwo Florence, w stanie Wisconsin
- zachód – hrabstwo Iron